# Lobé Ndiaye
Pour les articles homonymes, voir Lobé.
 (juin 2019).
Si vous disposez d'ouvrages ou d'articles de référence ou si vous connaissez des sites web de qualité traitant du thème abordé ici, merci de compléter l'article en donnant les références utiles à sa vérifiabilité et en les liant à la section « Notes et références ».

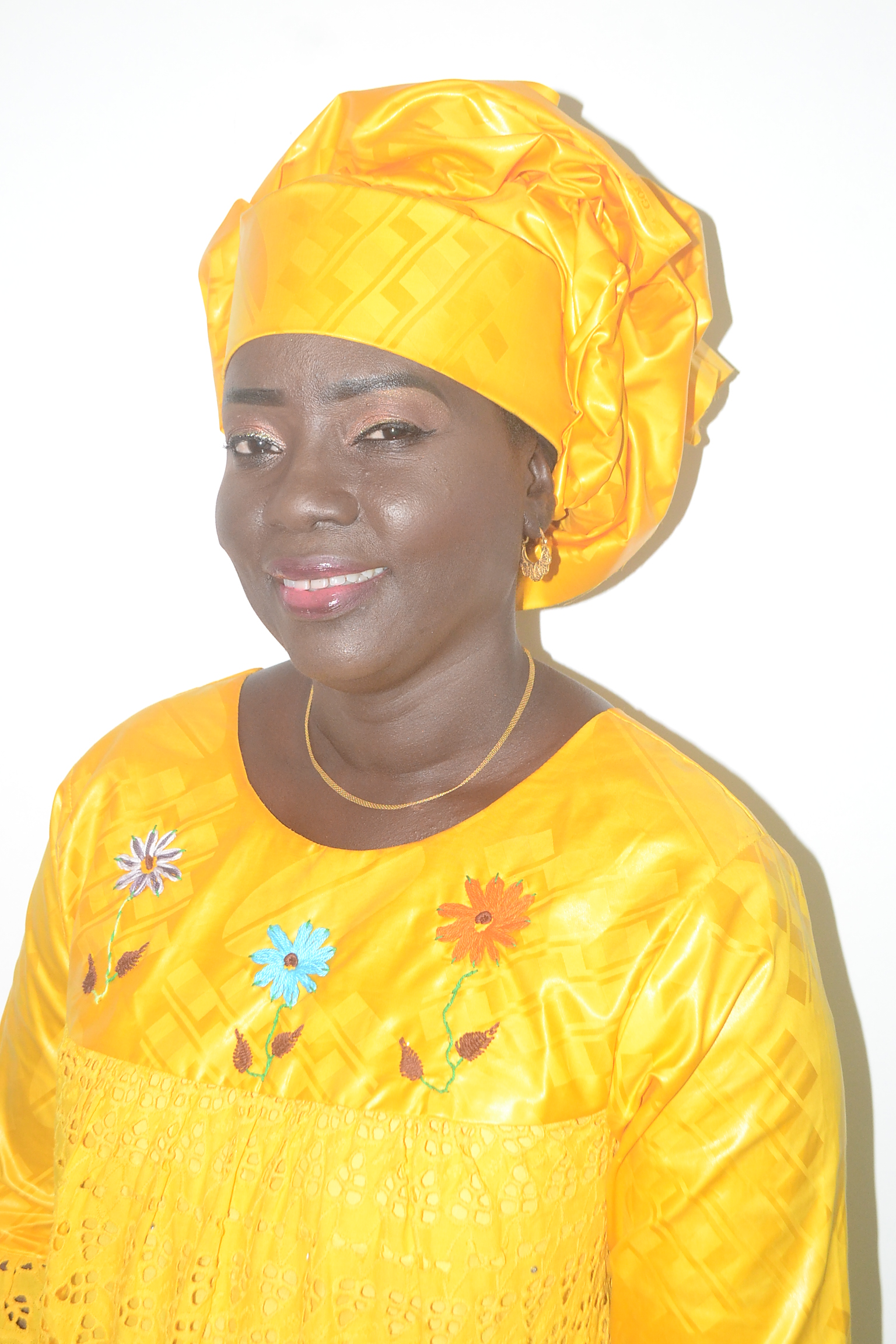
Lobé Ndiaye

Lobé Ndiaye est une écrivaine, réalisatrice et cadre de gestion en ressources humaines sénégalaise.

## Biographie
Née d’un père officier de l'armée de terre, le colonel Thierno Ndiaye et d'une mère sénégalaise, Lobé Ndiaye a grandi au sein de l’environnement des forces armées. Après avoir obtenu un baccalauréat littéraire, elle s'inscrit à l'Université Cheikh-Anta-Diop de Dakar. 
Elle a réalisé près de vingt-six courts métrages documentaires co-produits par le Conseil International des Radios et Télévisions d’Expression Française (CIRTEF) dont le siège est à Bruxelles et la Radiodiffusion Télévision Sénégalaise (RTS). Elle a suivi une formation en master à l’Institut Supérieur des Arts et des Cultures (ISAC) de l’Université Cheikh Anta Diop de Dakar. Elle est titulaire d’un master 2 en gestion des ressources humaines à l’Université AFI-UE, avec la mention bien. Elle est licenciée Ès Lettres en littérature gothique anglaise, au département d’Anglais de la Faculté des Lettres et Sciences Humaines de l’Université Cheikh Anta Diop.
Férue de littérature, elle a voyagé en Afrique et à l’étranger au gré des ateliers d’écriture. Elle a participé aux concours littéraires nationaux et internationaux. Son recueil de nouvelles de Goûts Aigres et d’Encens a obtenu la mention spéciale du jury du Prix de la Fondation Léopold Sédar Senghor pour la nouvelle et la poésie au Sénégal. Elle est lauréate du grand prix littéraire du roi Dada Gbéhanzin du Bénin à travers son roman une perle en éclats.

## Publications

### Romans
- 2017 : Une perle en éclats, L'Harmattan, Paris,  (ISBN 978-2-343-12939-6),
- 2019 : Sirènes de la nuit (nouvelle édition), les Impliqués Éditeur, Paris  (ISBN 978-2-343-18871-3).
- 2023 : Guirlande de lumière sur Makéda, L'Harmattan - 25 avril 2023[1].

### Nouvelles
- L'Enfant de Mbour, Anthologie Écriture 59, à Lausanne, en Suisse
- Tante Sarah, revue « Notre Librairie » de Paris, des Littératures du Sud' no 136, janvier-avril 1999

### Poèmes
- Fille de Gorée, Revue Éthiopiques de la Fondation Léopold Sédar Senghor

## Filmographie

### Documentaires
- Un pinceau en or[2]
- Andrée Marie Diagne, la femme – lionne
- La délivrance
- Le dilemme silencieux
- Série Miroirs du Sahel
- Sahélienne
- Voyage intérieur
- Une passion pour la Terre
- Le pinceau du bonheur
- Mariama, la fille de l’eau
- Série Mémoires Vives[3]
- La Sénégambie
- L’alternance exemplaire au Sénégal
- Le monument de la renaissance africaine
- De Saint-Louis du Sénégal à Dakar
- Série Mémos
- Les sillons de la créativité
- Yacine, vaincre les tabous
- Les clefs d’un destin nomade
- Les perles voyageuses
- Les ailes de l’espérance
- Couscous, graine de mémoire
- Terre et mer
- Le cercle brisé
- Les sentinelles de la mer
- Le Fruit du Grenier
- Plus loin avec les femmes
- Les bolongs
- Gorée, l’île métisse
- Yayoudokhandème, la dame de Saint – Louis
- Le refus